# Rehlingen
Rehlingen település Németországban, azon belül Alsó-Szászország tartományban. Lakosainak száma 754 fő (2023. december 31.). Rehlingen Munster és Amelinghausen községekkel határos.

## Népesség
A település népességének változása:
| Lakosok száma | 754  | 767  | 758  | 745  | 744  | 754  |
|               | 2016 | 2017 | 2019 | 2021 | 2022 | 2023 |